# Batalha de Gesher
A Batalha de Gesher foi um avanço conjunto iraquiano-jordaniano contra o recém-criado Estado de Israel e engajado especificamente com a Brigada Golani durante a mais ampla Guerra da Palestina de 1947-1949 em 14-22 de maio de 1948. A batalha começou quando o enclave judeu de Naharayim em 14 de maio foi invadido pelas forças árabes em uma tentativa de chegar à cidade de Afula e se conectar com a Primeira Brigada Yarmouk do Exército de Libertação Árabe (ELA) . A batalha foi uma vitória tática israelense, com o Exército iraquiano abandonando o ataque e se redirecionando para o sul, para as cidades de Nablus e Jenin, para assumir o controle da Frente de Samaria, resultando na interrupção do avanço para Afula.

## Antecedentes
A Primeira fase da Guerra começou quando a Resolução 181 da ONU foi ratificada em 29 de novembro de 1947, e o Exército da Guerra Santa junto com o Grupo da Irmandade Muçulmana chamando às armas o povo do antigo Mandato Britânico um dia depois. Gesher foi originalmente um alvo do Exército de Libertação Árabe durante suas ofensivas originais ao redor da Galiléia em 12 de março de 1948. No entanto, a posição estratégica nos rios Jordão, Tabor e rio Yarmouk em que Gesher está situada e sua proximidade com Afula e Naharayim provou ser um alvo frutífero tanto para a Legião Árabe quanto para as Forças Armadas Reais do Iraque, especialmente quando a Transjordânia invadiu o antigo Mandato em 10 de maio de 1948, e a invasão iraquiana posterior no dia 14. As forças árabes combinadas tinham 2 batalhões de infantaria, 1 batalhão blindado e 1 bateria de artilharia, as forças da Brigada Golani somavam cerca de 2 batalhões de infantaria e (mais tarde na batalha) 2 canhões franceses de 65mm.

## Ataque
Em 14 de maio, às 18h, a Legião Árabe e as forças iraquianas tomaram Naharayim, resultando na explosão da ponte que ligava Naharayim a Gesher por sapadores da Brigada Golani às 20h, horário local. No entanto, as forças árabes cruzaram o rio em um ponto mais baixo perto do Tabor no dia 15 e depois cruzaram o próprio Tabor e tropas iraquianas tomaram a vizinha Colina do Camelo no dia 16 para iniciar um cerco ao kibutz; iniciando ataques simultâneos a Gesher e ao forte da polícia. Os Piper Cubs israelenses fustigaram os iraquianos do ar enquanto os defensores repeliram o assalto iraquiano, infligindo pesadas perdas. No mesmo dia às 16h00, horário local, uma ofensiva árabe contra o forte da polícia perto do centro de Gesher também foi repelida. No dia seguinte, os iraquianos atacaram novamente, dessa vez com carros blindados e infantaria. Os carros irromperam pelo portão do pátio principal do forte e foram recebidos com uma chuva de coquetéis molotov, com seis carros sendo colocados fora de ação. Os iraquianos então ergueram um cerco sobre o kibutz por 5 dias. Em 17 de maio, a Brigada Golani executou um ataque ineficaz na Colina do Camelo debaixo de um sol escaldante no Vale do Jordão. No dia seguinte, mais de uma dúzia de soldados israelenses desmaiou por insolação durante os contra-ataques. Os iraquianos tentaram mais um assalto direto e foram repelidos. Em 22 de maio, os iraquianos tentaram manobrar escalando o Kaukab al-Hawn, o local do forte cruzado de Belvoir, que dominava a área do oeste; mas as tropas da Brigada Golani que haviam se entrincheirado no cume no dia anterior os repeliram. Testemunhando o fiasco iraquiano estava o regente Abd al-Ilah. O Haganah havia feito uso eficaz dos dois canhões de 65mm que dois dias antes haviam sido usados de forma tão reveladora contra os sírios alguns quilômetros ao norte.
As ofensivas fracassadas contínuas de ambos os lados continuariam até 21-22 de maio, quando os iraquianos foram repelidos em Belvoir e Kochav Haryaden. Posteriormente recuando para Narahayim e perto do Mar da Galiléia, antes de redesdobrarem a maioria das forças iraquianas para Nablus e a Frente de Samaria.